# Бербатово
Бербатово је насељено место у градској општини Палилула на подручју града Ниша у Нишавском округу. Смештено је на јужном рубу нишке котлине, у подножју планине Селичевице, удаљено 10 км од центра Ниша. Године 1878. имало је 45 домаћинстава и 375 становника, а 1930. године 132 домаћинства и 687 становника. Према попису из 2022. било је 263 становника (према попису из 1991. било је 367 становника).

Овде се налазе Запис крст (Бербатово), Запис храст код споменика (Бербатово), Запис храст код гробља (Бербатово), Запис Милошевића орах (Бербатово), Запис Стојановића крушка (Бербатово) и Запис крст код гробља (Бербатово).

## Историја
Антички трагови у атару села указују на давну насељеност овог простора. О томе сведочи и турски попис из 1498. године, који у Бербатову бележи 24 куће (8 самачких и 1 удовичка) и три воденице и са приходом села од 3835 акчи. Уочи ослобођења од Турака селом је господарио Ибрахим-бег. Бербарово и његова околина имали су посебну улогу у току Другог српско-турског рата и борби за ослобођење Ниша. У овом месту, од 26. до 31. децембра 1877. године (по старом календару), био је размештен штаб Шумадијског корпуса српске војске под командом генерала Јована Белимарковића, који је успесима у борби са Турцима на положајима јужно од Ниша, нарочито код Марковог калета и на Горици, дао изузетан допринос коначном ослобођењу града.

## Живот
У даљем развоју, становништво села је све више са сточарске прелазило на ратарску привреду, а после 1955. године његови житељи се све више оријентишу према градској привреди и Нишу. После 1970. године од Габровачког манастира па путем према Бербатову почела је да се изграђује једна од викенд зона Нишлија. Око осамдесетих година 20. века у овом простору већ је било изграђено двадесетак оваквих објеката.

## Саобраћај
До Бербатова се може доћи приградским линијама 23 ПАС Ниш - Габровац - Бербатово и кружном линијом 23К ПАС Ниш - Габровац - Вукманово - Бербатово - Габровац - ПАС Ниш.

## Демографија
У насељу Бербатово живи 292 пунолетна становника, а просечна старост становништва износи 50,7 година (50,3 код мушкараца и 51,1 код жена). У насељу има 117 домаћинстава, а просечан број чланова по домаћинству је 2,25.
Ово насеље је великим делом насељено Србима (према попису из 2002. године), а у последња три пописа, примећен је пад у броју становника.
|  |

| Демографија | Демографија | Демографија |
| Година      | Становника  | Становника  |
| ----------- | ----------- | ----------- |
| 1948.       | 910         |             |
| 1953.       | 959         |             |
| 1961.       | 876         |             |
| 1971.       | 586         |             |
| 1981.       | 441         |             |
| 1991.       | 367         | 367         |
| 2002.       | 364         | 366         |
| 2011.       | 327         |             |
| 2022.       | 263         |             |

| Етнички састав према попису из 2002.‍ | Етнички састав према попису из 2002.‍ | Етнички састав према попису из 2002.‍ | Етнички састав према попису из 2002.‍ | Етнички састав према попису из 2002.‍ |
| ------------------------------------ | ------------------------------------ | ------------------------------------ | ------------------------------------ | ------------------------------------ |
|                                      |                                      |                                      |                                      |                                      |
| Срби                                 | Срби                                 |                                      | 357                                  | 98,07%                               |
| Роми                                 | Роми                                 |                                      | 4                                    | 1,09%                                |
| Хрвати                               | Хрвати                               |                                      | 1                                    | 0,27%                                |
| непознато                            | непознато                            |                                      | 2                                    | 0,54%                                |

| Година пописа     | 1948. | 1953. | 1961. | 1971. | 1981. | 1991. | 2002. |
| ----------------- | ----- | ----- | ----- | ----- | ----- | ----- | ----- |
| Број домаћинстава | 157   | 171   | 188   | 157   | 140   | 132   | 160   |

| Број чланова      | 1  | 2  | 3  | 4  | 5 | 6 | 7 | 8 | 9 | 10 и више | Просек |
| ----------------- | -- | -- | -- | -- | - | - | - | - | - | --------- | ------ |
| Број домаћинстава | 52 | 57 | 22 | 18 | 6 | 5 | 0 | 0 | 0 | 0         | 2,28   |

| Пол    | Укупно | Неожењен/Неудата | Ожењен/Удата | Удовац/Удовица | Разведен/Разведена | Непознато |
| ------ | ------ | ---------------- | ------------ | -------------- | ------------------ | --------- |
| Мушки  | 171    | 40               | 111          | 15             | 1                  | 4         |
| Женски | 163    | 19               | 101          | 33             | 6                  | 4         |
| УКУПНО | 334    | 59               | 212          | 48             | 7                  | 8         |

| Пол    | Укупно                    | Пољопривреда, лов и шумарство | Рибарство                            | Вађење руде и камена | Прерађивачка индустрија       |
| ------ | ------------------------- | ----------------------------- | ------------------------------------ | -------------------- | ----------------------------- |
| Мушки  | 74                        | 6                             | 0                                    | 0                    | 27                            |
| Женски | 27                        | 4                             | 0                                    | 0                    | 5                             |
| УКУПНО | 101                       | 10                            | 0                                    | 0                    | 32                            |
| Пол    | Производња и снабдевање   | Грађевинарство                | Трговина                             | Хотели и ресторани   | Саобраћај, складиштење и везе |
| Мушки  | 9                         | 3                             | 11                                   | 0                    | 5                             |
| Женски | 0                         | 1                             | 4                                    | 0                    | 0                             |
| УКУПНО | 9                         | 4                             | 15                                   | 0                    | 5                             |
| Пол    | Финансијско посредовање   | Некретнине                    | Државна управа и одбрана             | Образовање           | Здравствени и социјални рад   |
| Мушки  | 0                         | 1                             | 3                                    | 2                    | 1                             |
| Женски | 1                         | 1                             | 1                                    | 1                    | 8                             |
| УКУПНО | 1                         | 2                             | 4                                    | 3                    | 9                             |
| Пол    | Остале услужне активности | Приватна домаћинства          | Екстериторијалне организације и тела | Непознато            | Непознато                     |
| Мушки  | 1                         | 0                             | 0                                    | 5                    | 5                             |
| Женски | 1                         | 0                             | 0                                    | 0                    | 0                             |
| УКУПНО | 2                         | 0                             | 0                                    | 5                    | 5                             |